# Judina žena
Judina žena (špa. La mujer de Judas) spada u najpopularnije venezuelanske telenovele. Glavne uloge tumače Chantal Baudaux i Juan Carlos García. Nastala prema originalnoj priči Martin Hahn, Judina žena je telenovela ispunjena misterijom i ubojstvima koje do samog kraja gledatelja drže u neizvjesnosti. Telenovela se na matičnom kanalu RCTV emitirala tijekom 2002. godine.

## Sinopsis
Vijest o ženi koja je ubila mladog svećenika Sebastiana, zainteresirala je Gloriu Leal od prvog trenutka. Ona je mlada studentica pred diplomom kojoj je upravo vijest o ženi koja nakon 20 godina izlazi iz zatvora, poslužila kao tema za diplomski dokumentarac nakon što joj je stric uništio prijašnji: to je bila savršena ideja koja bi joj otvorila put u svijet filma te se je, ne gubeći vrijeme, zajedno s dvije najbolje prijateljice, Petuniom i Micaelom, odmah bacila na istraživanje prošlosti te misteriozne žene po imenu Altagracia del Toro. Ubrzo Gloria shvaća da je ona uz svoju majku Joaquinu (ujedno i najbolju Altagracijinu prijateljicu), Altagracijinu majku Berenice i dobrodušnog Buenaventuru, jedna od rijetkih osoba koja je uvjerena da je Altagracia nedužna. Ono što se donedavno činilo kao jednostavan rad, postalo je teška zadaća nakon što joj jedan muškarac, zvan Salomón Vaisman ponudi svoju pomoć. Salomón je mladi, uspješni i privremeni direktor vinarije del Toro, Altagracijinog nasljedstva koje ona, nakon izlaska iz zatvora, želi povratiti svim silama. Naime u vinariji radi mnogo ljudi koji su se okoristili njezinim odlaskom u zatvor kako bi preuzeli njezino nasljedstvo. Sve se još više zakomplicira kada na isti dan Altagracijinog povratka kući, u  Carora (Carohana), stigne i njezina privlačna i tajanstvena polusestra, Marina Batista, plod izvanbračne veze Juana Vicentea del Tora, koja također želi novac i naravno, poveći dio obiteljske ostavštine. A nimalo malena prepreka koja Altagraciji stoji na putu je ambiciozni novinar Marcos Rojas Paul, koji je godinama progoni jer je čvrsto uvjeren u njezinu krivnju.
Gloria smatra da je njezin zadatak otkriti što stoji iza misterioznih ubojstava, tko je ustvari pravi ubojica i koja je njegova stvarna namjera. Shvativši da je pred njom težak posao, prihvati Salomónovu ponudu i oni se neplanirano zaljube jedan u drugoga, što joj dodatno oteža vlastitu misiju. Ubrzo nakon dolaska u  Carora (Carohana), Gloria doznaje da je uz svoju polusestru Sagrario jedina nasljednica velikog bogatstva del Torovih, da joj je Altagracia teta i da je povrh svega razbaštinjena jer je Juan Vicente, njezin otac bio čvrsto uvjeren u njezinu krivnju. Nakon čitanja oporuke svi kreću u potragu za sakrivenim novcem zbog kojeg je već poginuo nemali broj ljudi. Uskoro se počinju događati čudne stvari. Odmah nakon Altagracijnog dolaska u  Carora (Carohana) svima se počinje prikazivati žena u vjenčanici, poznatija kao Judina žena, a počinjena su i mnoga ubojstva pod nepoznatim okolnostima upravo u slavnoj vinariji del Toro. Nakon što upozna pohlepu svakog svih zaposlenih u vinariji na vodećim mjestima, postane još uvjerenija u Altagracijnu nedužnost, a prema cilju je vode i njezine nerijetko potresne vizije događaja koji slijede. U svojoj potrazi, Gloria ne riskira samo svoj život, već i ljubav prema Salomónu, ali ona je spremna prihvatiti i taj rizik samo kao bi saznala što se krije iza mračne i čini se, dobro sakrivene prošlosti. Mlada i zaljubljena nasljednica ne želi početi vezu sa Salomónom dok ne otkrije što se nalazi iza misterije Judine žene i koja je od šest tajanstvenih žena uistinu sposobna počiniti ta nesvakidašnja ubojstva, makar tako saznala i ono što ne bi trebala doznati  ... No, da li uistinu postoji ta žena? Tko je Judina žena? Možete li pogoditi kakav će biti kraj?

## Uloge
| Glumac/glumica           | Lik                      |
| ------------------------ | ------------------------ |
| Chantal Baudaux          | Gloria Leal              |
| Juan Carlos García       | Salomon Vaismann         |
| Astrid Carolina Herrera  | Altagracia del Toro      |
| Luis Gerardo Nuñez       | Marcos Rojas Paul        |
| Gledys Ibarra            | Marina Batista           |
| Julie Restifo            | Joaquina Leal            |
| Javier Vidal             | Ludovico Agüero del Toro |
| Dora Mazzone             | Chichita Agüero del Toro |
| Fedra López              | Ricarda Araujo           |
| Kiara                    | Laura Briceño            |
| Albi de Abreu            | Alirio Agüero del Toro   |
| Roberto Moll             | Buenaventura Briceño     |
| Karl Hoffman             | Ernesto Sinclair         |
| Ámbar Díaz               | Petunia López Radill     |
| Nacho Huett              | Ismael Agüero del Toro   |
| Estefania López          | Cordelia Araujo Ramírez  |
| Alejandro Otero          | Pancho Canero            |
| Rodolfo Renwick          | Simón                    |
| Mirela Mendoza           | Emma Brandt              |
| Juan Carlos Tarazona     | otac Sebastián           |
| Concetta Lo Dolce        | Sagrario del Toro        |
| Deyalit López            | Lila                     |
| Juan Carlos Gardie       | Julian Morera            |
| Marielena Pereira        | Dulce                    |
| Miguel Augusto Rodríguez | Pitercito                |
| Elisa Stella             | Isabel                   |
| Sandy Olivares           | Renato Fabianni          |
| Betty Ruth               | Berenice del Toro        |
| Kareliz Ollarves         | Micaela Bellorín         |
| Susej Vera               | Lorena                   |
| Freddy Aquino            | Gabriel Perdomo          |
| Katyuska Rivas           | Margarita                |
| Ileana Aloma             | Ivonne                   |
| Virginia Vera            | Santia                   |
| Rhandy Piñango           | Calixto                  |

## Šest žena
U telenoveli je bilo šest žena na koje se sumnjalo da su Judina žena.
- Joaquina Leal (La Juaca)

- Marina Batista

- Laura Briceño

- Altagracia del Toro

- Ricarda Araujo

- Chichita Agüero del Toro

Nakon Marinine smrti, preostalo ih je pet. Ubrzo se doznalo da Judina žena ima pomoćnika s kojim radi, i koji se koristi istim metodama ubijanja poput nje. U posljednjim epizodama telenovele otkrilo se da je pomoćnik Ismael, jedan od dvojice Chichitinih sinova. Ubijen je neposredno prije nego što je razotkriven identitet Judine žene. U pretposljednjoj epizodi, Judina žena konačno skida masku i na vidjelo izlazi lice serijskog ubojice : Altagracije.
U posljednjoj epizodi gledateljima je otkriveno kako je svaka od osumnjičenih žena jednom, u različitim prilikama, bila pomoćnik Judine žene.

## Lista smrti
Kompletan popis likova preminulih tijekom telenovele.
|     | Lik                 | Način na koji je preminuo/la                             |
| --- | ------------------- | -------------------------------------------------------- |
| 1.  | Adalberto, radnik   | nesretan slučaj (3. siječnja)                            |
| 2.  | Sebastián, svećenik | ubijen od strane Berenice (3. siječnja)                  |
| 3.  | Julián Morera       | ubijen od strane Judine žene                             |
| 4.  | Isabel              | ubijena od strane Judine žene                            |
| 5.  | Morocha             | ubijena od strane Judine žene                            |
| 6.  | Pitercito           | ubijen od strane Judine žene                             |
| 7.  | Buenaventura        | ubijen od strane Judine žene                             |
| 8.  | Sagrario            | ubijena od strane Judine žene                            |
| 9.  | Marina              | ubijen od strane Laure / nesretan slučaj                 |
| 10. | Carmen Rosaura      | ubijena od strane policije / nesretan slučaj             |
| 11. | policajac #1        | ubijen od strane Judine žene                             |
| 12. | policajac #2        | ubijen od strane Judine žene                             |
| 13. | Emma                | ubijena od strane Judine žene                            |
| 14. | Santia              | ubijena od strane Judine žene                            |
| 15. | Ernesto             | ubijen od strane Judine žene                             |
| 16. | Ivonne              | ubijena od strane Judine žene                            |
| 17. | Patiño, policajac   | ubijen od strane Judine žene                             |
| 18. | Calixto             | ubijen od strane Judine žene                             |
| 19. | Ismael              | ubijen od strane policije                                |
| 20. | Alirio              | ubijen od strane Judine žene                             |
| 21. | Berenice            | prirodna smrt                                            |
| 22. | Altagracia          | ubijena od strane Marcosa Rojasa Paula / nesretan slučaj |

## Vanjske poveznice
- Službena stranica  Arhivirana inačica izvorne stranice od 28. studenoga 2006. (Wayback Machine)
- La mujer de Judas u internetskoj bazi filmova IMDb-a
- Trailer na Youtube